# Vuelo 007 de Air France
El vuelo 007 de Air France se estrelló el 3 de junio de 1962 mientras despegaba del aeropuerto de Orly en París. Air France acababa de abrir su nueva oficina en el centro de Atlanta (EE. UU.), y este era el vuelo inaugural. Air France estaba haciendo todo lo posible para dar a conocer el vuelo; Por lo tanto, se llenó con la élite de Atlanta. Los únicos sobrevivientes del desastre fueron dos auxiliares de vuelo sentados en la parte trasera de la aeronave; El resto de la tripulación de vuelo y los 122 pasajeros a bordo del Boeing 707 murieron. 
El accidente fue en ese momento el peor desastre de un solo avión y el primer desastre de un solo avión de pasajeros civil con más de 100 muertes.
Fue el desastre aéreo más grave de 1962.

## El accidente
Según testigos, durante el recorrido de despegue en la pista 8, la nariz del vuelo 007 se levantó de la pista, pero el tren de aterrizaje principal permaneció en el suelo. Aunque la aeronave ya había excedido la velocidad máxima a la que se podía abortar el despegue de manera segura dentro de la longitud de pista restante, la tripulación de vuelo no tuvo otra opción e intentó abortar el despegue.
Con menos de 3.000 pies (910 m) de pista restante, los pilotos utilizaron los frenos de las ruedas y el empuje de retroceso para intentar detener al 707. Frenaron tan fuerte que destrozaron los neumáticos y las ruedas del tren de aterrizaje principal, pero el avión se salió de la pista y se arrastró por el terreno hacia la ciudad de Villeneuve-le-Roi. El tren de aterrizaje izquierdo se rompió y se desató un incendio desde el fuselaje. Tres auxiliares de vuelo sobrevivieron inicialmente al desastre. Dos asistentes sentados en la parte trasera de la cabina sobrevivieron, pero el tercero murió en el hospital. En ese momento, era el peor desastre aéreo del mundo que involucraba a una aeronave.
Una investigación posterior encontró indicios de que un motor que controlaba la orientación del timón de profundidad pudo haber fallado, lo que dejó al piloto del capitán Roland Hoche y al primer oficial Jacques Pitoiset sin poder completar la rotación y el despegue.

## Impacto en Atlanta, Georgia
La Asociación de Arte de Atlanta había patrocinado un recorrido de un mes por los tesoros artísticos de Europa, y 106 de los pasajeros eran patrocinadores del arte que regresaban a Atlanta en este vuelo chárter. El grupo de la gira incluía a muchos de los líderes culturales y cívicos de Atlanta. El alcalde de Atlanta, Ivan Allen Jr., fue a Orly para inspeccionar el lugar del accidente donde perecieron tantos habitantes de Atlanta.
Durante su visita a París, los patrocinadores de las artes de Atlanta habían visto a la Madre de Whistler en el Louvre. A fines de 1962, el Louvre, como un gesto de buena voluntad para la gente de Atlanta, envió a la Madre de Whistler a Atlanta para exhibirla en el museo de la Asociación de Arte de Atlanta en Peachtree Street.
El accidente ocurrió durante el movimiento de derechos civiles en los Estados Unidos. El líder de derechos civiles Martin Luther King Jr. y el animador y activista Harry Belafonte anunciaron la cancelación de una sentada en el centro de Atlanta (una protesta por la segregación racial de la ciudad) como un gesto conciliador para la ciudad en duelo. Sin embargo, el líder de la Nación del Islam Malcolm X, hablando en Los Ángeles, expresó alegría por la muerte del grupo de blancos de Atlanta, diciendo: Me gustaría anunciar una cosa muy hermosa que ha sucedido... Recibí un telegrama de Dios hoy... bueno, está bien, alguien vino y me dijo que realmente había respondido a nuestras oraciones en Francia. Dejó caer un avión del cielo con más de 120 personas blancas porque los musulmanes creen en el ojo por ojo y diente por diente. Pero gracias a Dios, oa Jehová, oa Alá, seguiremos orando, y esperamos que cada día caiga otro avión del cielo.
Estos comentarios llevaron al alcalde de Los Ángeles, Sam Yorty, a denunciarlo como un "demonio" y al Dr. King a expresar su desacuerdo con su declaración. Malcolm comentó más tarde: "El Mensajero debería haber hecho más". Este incidente fue el primero en el que Malcolm X obtuvo una amplia atención nacional. Malcolm luego explicó lo que quiso decir: "Cuando ese avión se estrelló en Francia con 130 personas blancas en él y supimos que 120 de ellos eran del estado de Georgia, el estado donde mi propio abuelo era esclavo, bueno para mí no pudo haber sido otra cosa que un acto de Dios, una bendición de Dios (...)"
El Center Stage de Atlanta (un teatro que ahora se usa principalmente como lugar de música) se construyó como un monumento a Helen Lee Cartledge, víctima del accidente aéreo. Fue financiado casi en su totalidad por su madre, Frania Lee, heredera de la fortuna de Hunt Oil. El teatro abrió sus puertas en 1966.
El Woodruff Arts Center, originalmente llamado Memorial Arts Center y uno de los más grandes de los Estados Unidos, fue fundado en 1968 en memoria de quienes murieron en el accidente. La pérdida para la ciudad fue un catalizador para las artes en Atlanta, ayudó a crear este monumento a las víctimas y condujo a la creación de Atlanta Arts Alliance. El gobierno francés donó una escultura de Rodin, The Shade, al High Museum of Art en memoria de las víctimas del accidente.
Ann Uhry Abrams, autora de Explosion at Orly: The True Account of the Disaster that Transformed Atlanta, describió el incidente como "la versión de Atlanta del 11 de septiembre en la que el impacto en la ciudad en 1962 fue comparable al de Nueva York el 11 de septiembre".
Una de las víctimas de la fuga fue el artista Douglas Davis Jr., conocido por sus asombrosos retratos de la cantante Edith Piaf que se pueden ver en las portadas de los discos al final de su carrera. Davis tenía un estudio en París y regresó a Atlanta a instancias de sus amigos que formaban parte de los patrocinadores de Atlanta Arts a bordo del vuelo. El padre de Douglas era Douglas Davis Sr., un corredor aéreo consumado, que murió después de estrellarse su avión en las Carreras Aéreas Nacionales en septiembre de 1934. Su hijo tenía aproximadamente la misma edad que su padre cuando murió en el accidente del Boeing 707 de Air France.

## En la cultura popular
Andy Warhol pintó su primera "pintura de desastre", 129 Die in Jet!, basada en la portada del 4 de junio de 1962 del New York Daily Mirror, el día después del accidente. En ese momento, el recuento de muertes era 129. Las dos pinturas conocidas son una en el Museo Ludwig en Colonia, Alemania, y una en una colección privada. Elizabeth Musser escribió The Swan House, que destacó este momento trágico en Atlanta. En 2018, Hannah Pittard publicó Visible Empire, una obra de ficción histórica que trata sobre los efectos del choque en la ciudad de Atlanta..

## Número de vuelo
Air France sigue utilizando el número de vuelo AF7 en la actualidad (con AFR007 como número de vuelo e indicativo de la OACI). Sin embargo, el número de vuelo se usa en el viaje de regreso a Francia, y el vuelo ahora solo se realiza desde el Aeropuerto Internacional John F. Kennedy de la ciudad de Nueva York hasta el Aeropuerto Charles de Gaulle de París. La aerolínea opera actualmente el avión Boeing 777. 
Indistintamente en este viaje. Las aerolíneas también utilizaron un Airbus A380 en la ruta hasta su retiro en junio de 2020. El viaje hacia adelante ahora es el Vuelo 6, que termina en Nueva York.